# Mazie
Mazie és una concentració de població designada pel cens dels Estats Units a l'estat d'Oklahoma. Segons el cens del 2000 tenia 88 habitants.

## Demografia
Segons el cens del 2000, Mazie tenia 88 habitants, 39 habitatges, i 26 famílies. La densitat de població era de 14,6 habitants per km².
Dels 39 habitatges en un 30,8% hi vivien nens de menys de 18 anys, en un 56,4% hi vivien parelles casades, en un 7,7% dones solteres, i en un 33,3% no eren unitats familiars. En el 33,3% dels habitatges hi vivien persones soles el 15,4% de les quals corresponia a persones de 65 anys o més que vivien soles. El nombre mitjà de persones vivint en cada habitatge era de 2,26 i el nombre mitjà de persones que vivien en cada família era de 2,88.
Per edats la població es repartia de la següent manera: un 21,6% tenia menys de 18 anys, un 6,8% entre 18 i 24, un 22,7% entre 25 i 44, un 35,2% de 45 a 60 i un 13,6% 65 anys o més.
L'edat mediana era de 44 anys. Per cada 100 dones de 18 o més anys hi havia 86,5 homes.
La renda mediana per habitatge era de 12.000 $ i la renda mediana per família de 50.556 $. Els homes tenien una renda mediana de 9.375 $ mentre que les dones 26.250 $. La renda per capita de la població era de 15.506 $. Entorn del 41,7% de les famílies i el 37,2% de la població estaven per davall del llindar de pobresa.

## Poblacions més properes
El següent diagrama mostra les poblacions més properes.